# Rémi Berthet
 (novembre 2014).
Si vous disposez d'ouvrages ou d'articles de référence ou si vous connaissez des sites web de qualité traitant du thème abordé ici, merci de compléter l'article en donnant les références utiles à sa vérifiabilité et en les liant à la section « Notes et références ».
Pour les articles homonymes, voir Berthet.
Rémi Berthet, né le 31 octobre 1947 à Lyon, est un judoka français et un ancien compétiteur. Membre de la section judo du Racing Club de France, il remporta la médaille d'or du championnat d’Europe par équipes en 1976. Catégorie poids lourds, il est plusieurs fois champion de France (1975-1976) et eu pour particularité d'être champion de France toute catégorie.  

## Biographie
5e aux championnats du monde 1975 à Vienne, il participera aussi aux JO de Montréal et fut remplaçant aux JO de Munich. Titulaire de l'équipe de France de Judo de 1972 à 1976, il fit partie de la première « génération dorée » du judo français, en compagnie de Jean-Luc Rougé (1er champion du monde français de l’histoire du Judo) et fut un des pionniers du judo français en partant plusieurs années au Japon pour apprendre les fondamentaux du judo. Poids léger parmi les lourds, il est connu pour son talent technique, sa maîtrise du sol et sa rapidité. 
Il arrête sa carrière très jeune à l'âge de 28 ans.  
Il est en 2014 président du Judo Club du Rhône à Lyon, plus vieux club lyonnais de Judo.
Ses principaux titres en détail :  
- 4 titres de Champion de France (1969-1975-1976 en lourds et toutes catégories)
- Plusieurs fois médaillé d'argent et de bronze aux championnats de France (lourds et toutes catégories)
- Médaillé de bronze championnat d'Europe
- 1974-1975-1976 médailles de Bronze, Argent et Or aux championnatsd'Europe (individuels et Équipes)
- Plusieurs fois champion d'Europe par équipe inter Clubs
- 1975 médailles d'Argent aux Jeux Méditerranée (2 fois, lourds et toutes catégories)
- 1975 médaille d'Or lourds aux pre-Jeux de Montreal
- 1975 médaille de Bronze toutes catégories aux pre-Jeux de Montréal
- Participation Jeux de Munich et Montréal
- Titulaire de l'Equipe de France 1970-1976
- Membre du Racing Club de France

## Liens
- JudoInside
- Olympedia